# Missing Pieces – The Puzzle B-Sides
Albums de Biffy Clyro
Singles 2001-2005
(2008) Only Revolutions
(2009)
Missing Pieces est la deuxième compilation du groupe écossais de rock alternatif Biffy Clyro, publié le 14 avril 2009, par Roadrunner Records.
Cette compilation regroupe les face-B des singles de l'album Puzzle et n'a été distribuée qu'aux États-Unis.

## Liste des chansons
Toutes les chansons sont écrites et composées par Biffy Clyro.
| No  | Titre                                                                                           | Durée |
| --- | ----------------------------------------------------------------------------------------------- | ----- |
| 1.  | A Headline (Folding Stars)                                                                      | 3:43  |
| 2.  | Coward (Folding Stars)                                                                          | 3:42  |
| 3.  | I'm Behind You (Saturday Superhouse)                                                            | 2:34  |
| 4.  | Kittens, Cakes and Cuddles (Living Is a Problem Because Everything Dies)                        | 3:30  |
| 5.  | Loneliness (Living Is a Problem Because Everything Dies)                                        | 2:33  |
| 6.  | Miracle of Survival (Saturday Superhouse)                                                       | 4:50  |
| 7.  | Relief or Flight (Living Is a Problem Because Everything Dies)                                  | 4:11  |
| 8.  | Scared of Lots of Everything (Saturday Superhouse)                                              | 3:54  |
| 9.  | Asexual Meat Kitchen (Folding Stars)                                                            | 3:31  |
| 10. | Hermaphrofight (Machines)                                                                       | 3:29  |
| 11. | Cracker (Who's Got A Match?)                                                                    | 2:33  |
| 12. | But I'm Serious (Who's Got A Match?)                                                            | 3:41  |
| 13. | Umbrella (Who's Got A Match?, Session à la BBC Radio 1)                                         | 2:57  |
| 14. | Folding Stars (Folding Stars, démo)                                                             | 4:30  |
| 15. | Living Is a Problem Because Everything Dies (Living Is a Problem Because Everything Dies, démo) | 5:14  |
| 16. | Saturday Superhouse (Saturday Superhouse, version acoustique)                                   | 3:22  |
| 17. | Who's Got a Match? (Who's Got A Match?, démo)                                                   | 2:25  |
| 18. | Classical Machines (Machines, remix d'Iain Cook (Aereogramme))                                  | 4:34  |